# Warsonofiusz (Rudnik)
Warsonofiusz, imię świeckie Wołodymyr Rudnik (ur. 20 lipca 1984 w Poczajowie) – duchowny niekanonicznego (do 2018) prawosławnego Patriarchatu Kijowskiego, od 2015 biskup użhorodzki i zakarpacki (od 2018 w Kościele Prawosławnym Ukrainy).

## Życiorys
Święcenia diakonatu przyjął 18 października 2012, a prezbiteratu 6 stycznia 2013. 7 czerwca 2013 złożył wieczyste śluby mnisze. Chirotonię biskupią otrzymał 25 stycznia 2015.